# ON THE ROAD 2016 (コンサートツアー)
ON THE ROAD 2016 "Journey of a Songwriter"since 1976 （オン・ザ・ロード2016 ジャーニー・オブ・ア・ソングライター シンス1976）は、2016年秋に開催された浜田省吾のコンサートツアーである。

## 概要
2011年から2012年に行われた『ON THE ROAD 2011 "The Last Weekend"』以来約4年ぶりのアリーナ・ツアーとなっており、前年に発売したアルバム『Journey of a Songwriter 〜 旅するソングライター』の新曲を引っさげ行う。特に2016年11月5～6日の福岡コンサートでは急性声帯炎、急性咽頭喉頭炎の為、延期することになり、本人体調不良での延期は約16年ぶりとなる。前回は2000年5月2日の四日市市文化会館、4日、5日の名古屋国際会議場センチュリーホールである。
浜田がソロデビューしてから40周年となるメモリアルコンサートとなっており、自身初となるファンから好きな曲のアンケートを事前に行い、その曲を演奏した。
また、浜田省吾ソロデビュー40周年を記念して、歴代ツアーパンフレット【1983〜2015】22タイトルを電子書籍にて完全復刻しツアー会場限定で販売されることになっている。これは、歴代ツアーパンフレットのデジタル版がダウンロードできる「ポストカード」を会場限定で販売する仕組みとなっていて、パンフレットのジャケットをデザインした永久保存版の「ポストカード」。ダウンロードページにて、カードに明記されたパスワードを入力して頂くことで、デジタル・パンフレットをダウンロード可能となっている。
- デジタル・パンフレット ダウンロードカード単品…各￥1,000（税込）

- デジタル写真集「SHOGO HAMADA 25HOURS A DAY PHOTO & WORD」ダウンロードカード…￥1,900（税込）

- 22タイトル　コンプリート・セット（1～22）/スタンドケース入り…￥18,000（税込）

さらに「コンプリート・セット」購入特典として、「SHOGO HAMADA 25HOURS A DAY PHOTO & WORD」ダウンロードカード（￥1,900）を無料でプレゼントされる。
＜販売アイテム＞
1. ON THE ROAD '83（前半）
2. ON THE ROAD '83（後半）
3. A PLACE IN THE SUN
4. ON THE ROAD '84
5. ON THE ROAD '85
6. ON THE ROAD '86 "I'm a J.BOY"
7. ON THE ROAD '88 "FATHER'S SON"
8. A PLACE IN THE SUN“NAGISAEN”
9. ON THE ROAD '88　MEMORIES
10. ON THE ROAD '90 "FOR WHOM THE BELL TOLLS"
11. ON THE ROAD '91 "ONE AND ONLY"
12. ON THE ROAD '93 "OCEAN AVENUE 7493"
13. ON THE ROAD '94 "THE MOMENT OF THE MOMENT"
14. ON THE ROAD '96 "Tender is the night"
15. ON THE ROAD 2001 "THE MONOCHROME RAINBOW"
16. ON THE ROAD 2001 "LET SUMMER ROCK! '99"
17. ON THE ROAD 2001 "LET SUMMER ROCK! '99"
18. SUNSHINE PICNIC & MOONLIGHT DANCING MEMORIAL BOOK
19. ON THE ROAD 2001 "THE SHOGO MUST GO ON"
20. ON THE ROAD 2005 "MY FIRST LOVE"
21. ON THE ROAD 2006-2007 "MY FIRST LOVE IS ROCK'N'ROLL"
22. ON THE ROAD 2011 "The Last Weekend"
23. ON THE ROAD 2015 "Journey of a Songwriter"旅するソングライターとの旅
24. デジタル写真集 / SHOGO HAMADA 25HOURS A DAY PHOTO & WORD
25. デジタルパンフレット「コンプリート・セット」(1〜22）

- 本コンサートからステージの左右、中央の3ヶ所に歌詞を表示するモニターを置いており、ステージからせり上がる演出なども見られる。

## バンドメンバー
- 浜田省吾 - Vocal, Guitar
- 小田原豊 - Drums
- 美久月千晴 - Bass
- 福田裕彦 - Keyboard
- 河内肇 - Piano
- 長田進 - Guitar
- 古村敏比古 - Saxophone
- 佐々木史郎 - Trumpet
- 清岡太郎 - Trombone
- 町支寛二 - Guitar, Backing Vocal & Sound Produced
- 中嶋ユキノ - Backing Vocal
- 竹内宏美 - Backing Vocal

## セットリスト
【参考】2016年9月17日、公演のセットリスト
1. 路地裏の少年
2. HELLO ROCK&ROLL CITY
3. モダンガール
4. 想い出のファイヤー・ストーム
5. 19のままさ
6. 悲しみの岸辺
7. DJお願い! 〜 バックシート・ラブ
8. 土曜の夜と日曜の朝
9. 終りなき疾走
10. Midnight Blue Train
11. MONEY
12. 丘の上の愛
13. もうひとつの土曜日
14. マグノリアの小径
15. きっと明日
16. 光の糸
17. 旅するソングライター
18. 夜はこれから
19. ON THE ROAD
20. J.BOY
21. アジアの風 青空 祈り part-1 風
22. アジアの風 青空 祈り part-2 青空
23. アジアの風 青空 祈り part-3 祈り
24. 誓い
25. こんな夜はI MISS YOU
26. 光と影の季節
27. I am a father
28. 家路

## 日程
| 日付               | 地区   | 会場                                                            | 備考                                                                    |
| ------------------ | ------ | --------------------------------------------------------------- | ----------------------------------------------------------------------- |
| 2016年9月17日(土)  | 長野   | 長野市若里多目的スポーツアリーナ （ビッグハット）               |                                                                         |
| 2016年9月18日(日)  | 長野   | 長野市若里多目的スポーツアリーナ （ビッグハット）               |                                                                         |
| 2016年9月24日(土)  | 北海道 | 北海道立総合体育センター （北海きたえーる）                     |                                                                         |
| 2016年9月25日(日)  | 北海道 | 北海道立総合体育センター （北海きたえーる）                     |                                                                         |
| 2016年10月1日(土)  | 宮城   | 宮城県総合運動公園総合体育館 （セキスイハイムスーパーアリーナ） |                                                                         |
| 2016年10月2日(日)  | 宮城   | 宮城県総合運動公園総合体育館 （セキスイハイムスーパーアリーナ） |                                                                         |
| 2016年10月13日(木) | 兵庫   | 神戸ワールド記念ホール                                          |                                                                         |
| 2016年10月14日(金) | 兵庫   | 神戸ワールド記念ホール                                          |                                                                         |
| 2016年10月22日(土) | 大阪   | 大阪城ホール                                                    |                                                                         |
| 2016年10月23日(日) | 大阪   | 大阪城ホール                                                    |                                                                         |
| 2016年10月29日(土) | 埼玉   | さいたまスーパーアリーナ                                        |                                                                         |
| 2016年10月30日(日) | 埼玉   | さいたまスーパーアリーナ                                        |                                                                         |
| 2016年11月5日(土)  | 福岡   | マリンメッセ福岡                                                | 急性声帯炎、急性咽頭喉頭炎の為、2017年4月26日に延期                     |
| 2016年11月6日(日)  | 福岡   | マリンメッセ福岡                                                | 急性声帯炎、急性咽頭喉頭炎の為、2017年4月27日に延期                     |
| 2016年11月19日(土) | 神奈川 | 横浜アリーナ                                                    |                                                                         |
| 2016年11月20日(日) | 神奈川 | 横浜アリーナ                                                    |                                                                         |
| 2016年11月26日(土) | 愛知   | 名古屋市総合体育館 （日本ガイシホール）                         |                                                                         |
| 2016年11月27日(日) | 愛知   | 名古屋市総合体育館 （日本ガイシホール）                         |                                                                         |
| 2016年12月10日(土) | 埼玉   | さいたまスーパーアリーナ                                        |                                                                         |
| 2016年12月11日(日) | 埼玉   | さいたまスーパーアリーナ                                        |                                                                         |
| 2016年12月20日(火) | 広島   | 広島県立総合体育館 （広島グリーンアリーナ）                     | J.S.Foundation 人道支援プロジェクトサポートの為のチャリティーコンサート |
| 2016年12月23日(金) | 広島   | 広島県立総合体育館 （広島グリーンアリーナ）                     |                                                                         |
| 2016年12月24日(土) | 広島   | 広島県立総合体育館 （広島グリーンアリーナ）                     |                                                                         |
| 2017年4月26日(水)  | 福岡   | マリンメッセ福岡                                                | 前年11月5日の振替公演                                                   |
| 2017年4月27日(木)  | 福岡   | マリンメッセ福岡                                                | 前年11月6日の振替公演                                                   |

## チケットについて
前回のコンサートツアー同様、ツアーのチケットは一般のプレイガイドでは販売されず、すべてツアーサイト上で「ON THE ROADチケットセンター」に登録して購入するシステムが引き続き採用された。